# Linda Thompson (actrice)
Linda Diane Thompson (Memphis (Tennessee), 23 mei 1950) is een Amerikaanse actrice en songwriter.

## Relaties
- Partner van Elvis Presley van 1972 t/m 1976.
- Getrouwd met Bruce Jenner van 1981 t/m 1983.
- Moeder van en:Brandon en Brody
- Getrouwd geweest met David Foster (1991-2006).
- Ex-stiefmoeder van Sara Foster en en:Erin Foster.

## Biografie
Thompson werd in 1972 Miss Tennessee USA. hierna won ze nog meerdere Missverkiezingen zoals Miss Memphis State, Miss Shelby County en Miss Liberty Bowl.
Thompson begon in 1975 met acteren in de film Three on a Meathook. Hierna heeft ze nog meerdere rollen gespeeld in televisieseries en films zoals Fantasy Island (1982) en The Bodyguard (1992).

## Prijzen
- 1993 Oscar in de categorie Beste Muziek/Originele Lied met de film The Bodyguard – genomineerd.
- 1994 BMI Film & TV Awards[1] in de categorie Beste Lied voor een Film met de film The Bodyguard – gewonnen.
- 1994 Grammy Award in de categorie Beste Lied Geschreven voor een Film met de film The Bodyguard – genomineerd.
- 1997 Emmy Award in de categorie Beste Muziek en Tekst met de tv-muziek voor de opening van de Olympische Zomerspelen 1996 – genomineerd.
- 1997 BMI Film & TV Awards in de categorie Speciale Erkenning met de tv-muziek voor de opening van de Olympische Zomerspelen 1996 – gewonnen.
- 2002 BMI Film & TV Awards in de categorie Speciale Erkenning met de tv-muziek voor de opening van de Olympische Winterspelen 2002 – gewonnen.
- 2002 Women in Film Crystal Awards in de categorie Humanitarian Award voor haar algemene werk – gewonnen.
- 2003 Emmy Award in de categorie Beste Muziek en Tekst met The Concert for World Children’s Day 2002 – gewonnen.
- 2007 TV Land Award in de categorie Entertainer Award met de televisieserie Hee Haw – gewonnen.

## Filmografie

### Films
- 1993 Bare Exposure – als Lynette
- 1992 The Bodyguard – als deelneemster van de academie
- 1990 Robocop 2 – als moeder met baby
- 1988 Mars: Base One – als tv-programma leidster
- 1987 Shelter in the Storm – als Julie
- 1981 This is Elvis – als zichzelf
- 1975 Three on a Meathook – als Debbie

### Televisieseries
Uitgezonderd eenmalige gastrollen.
- 1982 Fantasy Island – als Lindy – televisieserie (2 afl.)
- 1978 – 1981 Vega$ – als Helen Martin en Rita Mason en Sylvia – televisieserie (3 afl.)

## Songwriter
- 2022 Elämäni Biisi - televisieserie - 1 afl.
- 2022 I Wanna Dance: The Whitney Houston Movie - film
- 2022 Eufòria - televisieserie - 1 afl.
- 2022 Outer Range - televisieserie - 1 afl.
- 2021 Masked Singer Suomi - televisieserie - 1 afl.
- 2018 - 2019 The Clash - televisieserie - 3 afl.
- 2019 The Orville - televisieserie - 1 afl.
- 2018 Lip Sync Battle Philippines - televisieserie - 1 afl.
- 2018 Whitney - film
- 2017 The 25 Songs of Christmas - film
- 2017 American Music Awards 2017 - film
- 2017 Tähdet, tähdet - televisieserie - 1 afl.
- 2014 - 2017 Tu cara me suena - televisieserie - 2 afl.
- 2016 The Voice - televisieserie - 1 afl.
- 2005 - 2015 The X Factor - televisieserie - 4 afl.
- 2014 Tu cara me suena - Argentina - televisieserie - 1 afl.
- 2014 True Detective - televisieserie - 1 afl.
- 2013 The Voice of the Philippines - televisieserie - 1 afl.
- 2013 The Voice UK - televisieserie - 1 afl.
- 2011 - 2013 Dancing with the Stars - televisieserie - 3 afl.
- 2003 - 2012 American Idol: The Search for a Superstar - televisieserie - 8 afl.
- 2012 Glee - televisieserie - 1 afl.
- 2011 Britain's Got Talent - televisieserie - 1 afl.
- 2009 Memòries de la tele – televisieserie - 1 afl.
- 2004 The Princess Diaries 2: Royal Engagement – film
- 2002 Operación Triunfo – televisieserie - 2 afl.
- 2002 Divine Secrets of the Ya-Ya Sisterhood – film
- 2002 1000 millones – televisieserie - 1 afl.
- 2001 Ally McBeal – televisieserie - 1 afl.
- 1999 True Crime – film
- 1996 Tin Cup – film
- 1996 Eraser – film
- 1995 Casper – film
- 1993 The 65th Annual Academy Awards – film
- 1992 The Bodyguard – film
- 1990 Pretty Woman – film

- Bibsys: 2060587
- Bibliothèque nationale de France: cb138415817 (data)
- International Standard Name Identifier: 0000 0003 8289 0002
- Library of Congress Control Number: n2006065536
- MusicBrainz: 55c528ce-0580-462c-9e19-066304199c4a
- Virtual International Authority File: 267269321
- WorldCat: E39PBJqkb8bDtccV3CM6D4X68C